# Esquipulas, Ocotepec
Esquipulas är en ort i Mexiko.   Den ligger i kommunen Ocotepec och delstaten Chiapas, i den sydöstra delen av landet, 700 km öster om huvudstaden Mexico City. Esquipulas ligger 1 453 meter över havet och antalet invånare är 139.
Terrängen runt Esquipulas är bergig norrut, men söderut är den kuperad. Runt Esquipulas är det ganska tätbefolkat, med 104 invånare per kvadratkilometer. Närmaste större samhälle är Tapilula, 13,7 km öster om Esquipulas. I omgivningarna runt Esquipulas växer i huvudsak städsegrön lövskog.